# Gert Pinkernell

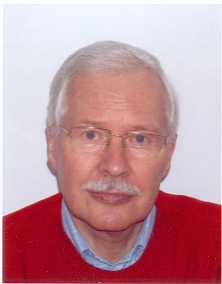
Gert Pinkernell

Gert Pinkernell (* 7. September 1937 in Braunschweig; † 23. Januar 2017) war ein deutscher Romanist und Literaturwissenschaftler. Er war Professor an der Bergischen Universität Wuppertal.

## Leben
Pinkernell wuchs auf in Hannover und in Lamspringe im Harz-Vorland. Nach dem Abitur in Hildesheim leistete er 1957/58 in Hannover seinen Wehrdienst als Angehöriger des ersten Rekrutenjahrgangs der Bundeswehr. Anschließend begann er ein Studium der Germanistik und Romanistik an der FU Berlin, wo er 1964 das Staatsexamen für die Fächer Französisch und Deutsch ablegte. Danach wurde er Assistent bei dem Romanisten Klaus Heitmann an der Technischen Universität Berlin. Ihm folgte er bald danach an die Universität Marburg, wo er 1969 (inzwischen verehelicht und zweifacher Vater) promovierte, und dann an die Universität Heidelberg, wo er sich 1974 habilitierte. 
Nach der einjährigen Vertretung einer Professur in Marburg wurde er 1975 in Heidelberg zum Universitätsdozenten ernannt. 1976 erhielt er einen Ruf auf eine Professur für Romanistik (Literaturwissenschaft) an der Bergischen Universität Wuppertal. Hier lehrte er vor allem französische, aber auch spanische sowie gelegentlich italienische Literaturgeschichte. Ab 1980 war er maßgeblich an den Austauschbeziehungen seiner Hochschule mit der Universität Saint-Étienne beteiligt, wo er sich im Wintersemester 83/84 als Gastprofessor aufhielt. 
Pinkernell war Vertreter einer konkreten, vor allem philologisch, biographisch und historisch-landeskundlich orientierten Literaturbetrachtung. Zu seinen Forschungsbereichen gehörten die französische Literatur des späten Mittelalters, der französische Roman im 18. Jahrhundert, das französische Theater der 1930er bis 1950er Jahre und deutsche Übertragungen französischer Lyrik, insbesondere die von Paul Zech.
Im Jahr 2002 wurde Pinkernell emeritiert, vertrat jedoch seine Stelle noch bis 2003. Neben seiner Tätigkeit in Forschung und Lehre amtierte er genau 25 Jahre als ständig wiedergewählter Vorsitzender des Promotions- und des Magisterprüfungsausschusses seines Fachbereichs.
Nach dem endgültigen Aufgeben seiner Lehr- und Prüfungstätigkeit im Jahr 2004 widmete Pinkernell sich seinem chronologisch ordnenden literarhistorischen Online-Nachschlagewerk Namen, Titel und Daten der französischen Literatur. Seit ca. 2014 arbeitete er aus Altersgründen jedoch nur noch sporadisch daran.
Dasselbe gilt für seine zwischen 2004 und etwa 2010 sehr aktive Mitarbeit in der Wikipedia, wo er insgesamt wohl um die hundert Artikel zu französischen Autoren und anderen historischen Personen teils neu eingestellt und teils optimiert hat.
Seit 2011 verfasste er scherzhafte Tiergedichte, von denen ein erstes Bändchen 2013 und ein zweites 2016 unter dem Titel Es war einmal im Druck erschienen.

## Schriften (Auswahl)
- Raoul Lefèvre: L’Histoire de Jason – Ein Roman aus dem 15. Jahrhundert. Herausgegeben von Gert Pinkernell. Athenäum-Verlag, Frankfurt am Main 1971, ISBN 3-761-07113-2. (Zugleich Diss. Marburg 1969)
- François Villons „Lais“ – Versuch einer Gesamtdeutung. In: Studia Romanica. Band 34. Winter, Heidelberg 1979, ISBN 3-533-02771-6.
- François Villon et Charles d’Orléans (1457 à 1461). D’après les „Poésies diverses“ de Villon. In: Studia Romanica. Band 79. Winter, Heidelberg 1992, ISBN 3-533-04526-9.
- Klaus Heitmann: Spiegelungen – Romanistische Beiträge zur Imagologie. Hrsg. von Gert Pinkernell und Oskar Roth in: Studia Romanica. Band 86. Winter, Heidelberg 1996, ISBN 3-8253-0384-5.
- Interpretationen. Gesammelte Studien zu den romanischen Literaturen des Mittelalters und der französischen Literatur des 18. und 20. Jahrhunderts. Hrsg. von Hartmut Stenzel und Heinz Thoma in: Studia Romanica. Band 90. Winter, Heidelberg 1997, ISBN 3-8253-0608-9.
- François Villon – biographie critique et autres études; suivies d’une étude sur deux rondeaux de Marie de Clèves. In: Studia Romanica. Band 110. Winter, Heidelberg 2002, ISBN 3-8253-1423-5.
- Paul Zech und seine Lasterhaften Balladen und Lieder des François Villon – Ein ‚Betrug am Leser‘? In: Euphorion. Zeitschrift für Literaturgeschichte. Band 104, 2010, S. 371–391, ISSN 0014-2328.
- Kann man den Studenten Wikipedia empfehlen? In: Romanistische Zeitschrift für Literaturgeschichte. Band 35, 2011, S. 205–211, ISSN 0343-379X.
- Französische Autorinnen und Autoren im deutschsprachigen Wikipedia. In: Véronique Liard, Marion George (Hrsg.): Spiegelungen – Brechungen. Frankreichbilder in deutschsprachigen Kulturkontexten. Trafo Wissenschaftsverlag, Berlin 2011. S. 245–262.
- Paul Zechs Nachdichtung der Sonette von Louise Labé. Zur Geschichte einer Münchhausiade. In: Euphorion. Zeitschrift für Literaturgeschichte. Band 109, 2015, S. 459–471.
- Es war einmal. Spaßgedichte für Jung und Alt. Deutscher Lyrik  Verlag, Aachen 2013. ISBN 978-3-8422-4216-6.
- Es war einmal. Spaßige Tiergedichte für Jung und Alt. Neue Folge. Deutscher Lyrik Verlag, Aachen 2016. ISBN 978-3-8422-4405-4.